# ハイイロヨモギ
ハイイロヨモギ（灰色蓬、学名:Artemisia sieversiana）はキク科ヨモギ属の二年草。

## 分布
中国、朝鮮半島、ヒマラヤ、モンゴル、シベリアに分布する。
日本では1952年に長野県千曲川で定着が初めて確認され、埼玉県、神奈川県、大阪府、京都府にまで分布が拡大している。

## 特徴
草丈50-200cm。葉の上面には毛はあまりないが、下面には灰白色の綿毛が多い。頭状花は下向きに垂れ下がる。9-10月に花を咲かせる。
河原、荒地、畑地などの日当たりの良い環境に生育する。

## 外来種問題
日本では法面緑化に利用されたものが、他の場所に分布を広げたと考えられている。こうして定着した外来種であるハイイロヨモギは、在来種のヨモギ類の生育地を奪ったり、遺伝的攪乱（かくらん）をもたらしたりといった危険性が指摘されている。これらの現状を踏まえ、本種は特定外来生物による生態系等に係る被害の防止に関する法律にて要注意外来生物に指定されている。